# Celio Vibenna
Celio Vibenna o Cælius Vibenna fue un jefe militar etrusco que se estableció con sus fuerzas en la Antigua Roma durante el periodo monárquico en el conocido como Monte Celio, una de las siete colinas de Roma. Siguiendo a Tácito, eso ocurrió en tiempos de Tarquinio el Viejo en el siglo VI a. C., pero otros indican una antigüedad mayor, uniéndolo a Rómulo, siendo entonces el ejército de Celio aliado de Roma en su lucha contra los Sabinos de Tito Tacio. Según las fuentes etruscas conservadas por el emperador Claudio, Servio Tulio y Celio Vibenna dirigieron un ejército que sufrió diversas derrotas y cuyos restos se asentaron en el Monte Celio como compensación del monarca romano a su amigo Celio por su lealtad.